# Čištění laserem
Čištění laserem je metoda čištění za pomoci laserové ablace. Na nečistoty působí ultrakrátké laserové pulsy, které vytvoří teplo a tlak vyvolaný teplem. vysoká teplota uvnitř materiálu vytvoří vysoký tlak, který způsobí jeho odpaření. Výpary a ostatní částice, které vznikají během čištění, je vhodné odsávat průmyslovými filtracemi. Velmi výkonné a krátké pulzy laserového záření (až 450 kW špičkového výkonu) mají na čištěný předmět velmi malý teplotní vliv. Pokud jsou parametry čisticího laseru správně nastaveny, čištěný materiál nemůže být jakkoli poškozen. Čištění laserem patří mezi nejúčinnější ekologické metody vůbec. Není třeba používat žádné chemické, čisticí a odmašťovací přípravky. Laser dokáže proniknout do nejmenších nerovností a skulinek čištěného povrchu, a za vysoké teploty uvolní a odstraní mastnotu, oleje, vosk a další silné nečistoty.

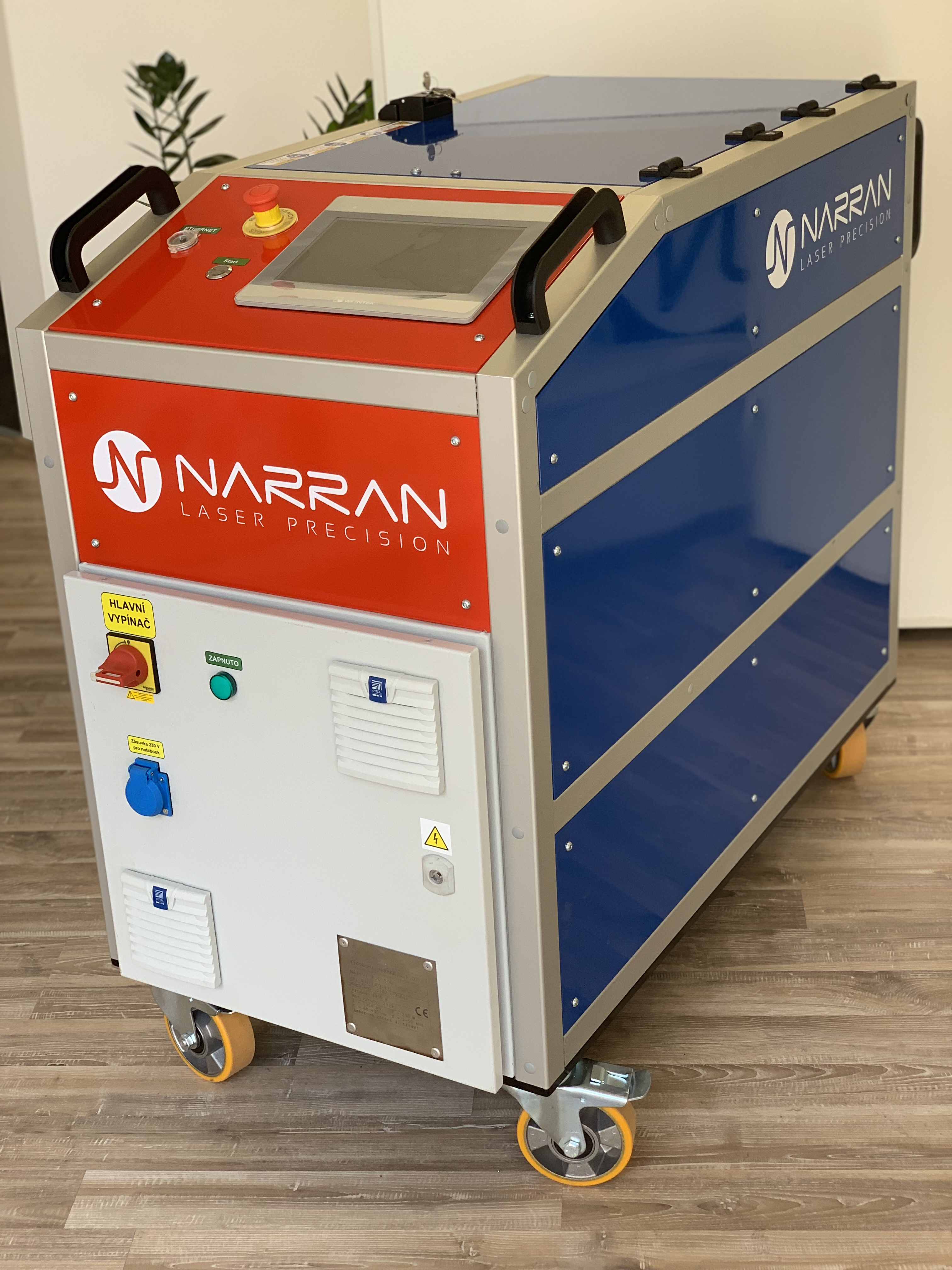
300W čisticí laserový stroj

## Využití
Laserové čištění je velmi šetrné k podkladovému materiálu, dá se používat i na čištění velmi šetrných plastikářských forem, tedy lesklých, leštěných a leptaných dezénů. Kromě toho je také rychlé, relativně tiché a bezprašné (na rozdíl od mechanického broušení, otryskávání, pískování). Laser dokáže odstranit řadu nežádoucích povrchových materiálů (např. tuky, oleje, separátory, rez, barvy, laky a lepidla, gumu a mastnoty.)

## Výhody
- Preciznost (konzistentní kvalita), selektivní odstranění povrchu.
- Ekologický provoz – čištění laserem nepotřebuje žádný přídavný materiál nebo chemikálie.
- Velmi nízké provozní náklady proti konvenčním metodám čištění.
- Čištění probíhá bez poškození podkladového materiálu.
- Čisticí laser má nenáročnou údržbu.
- Mnohostranné využití v domácnosti i průmyslu.

## Nevýhody
Nevýhodou čištění laserem je zvýšená pořizovací cena. Práce z roku 2019 udávala náklady na pořízení čisticího laseru od 0,5 miliónu Kč výše. Výše uvedené výhody však umožňují brzkou návratnost takové investice.